# Pierre Garnier
Pierre Garnier (Amiens, 9 gennaio 1928 – Saisseval, 1º febbraio 2014) è stato un poeta e scrittore francese, traduttore dal tedesco e teorico della “poesia spaziale”.

## Biografia
Molto legato alla sua terra, ha anche scritto in lingua piccarda.
Nel 1946 si trasferisce in Germania, dove compie studi letterari all'Università di Magonza. Successivamente è assistente alla Realschule del Palatinato. Ha rapporti con Gottfried Benn di cui traduce numerosi testi poetici.
Nel 1950 rientra in Francia, dove svolge l'attività di insegnante di tedesco nel liceo di Amiens e pubblica i suoi primi libri di poesia.
Nel 1957 si avvicina alla poesia sperimentale. Incontra il poeta sonoro Henri Chopin e comincia ad interessarsi del rapporto tra parola, immagine e suono nella dimensione poetica.
A partire dal 1960 elabora con sua moglie Ilse, anche lei poeta, la teoria della “poesia spaziale”.
Nel 1963 fonda la rivista spazialista Les Lettres, pubblicata dall'editore André Silvaire, con il quale darà alle stampe numerosi libri sperimentali. Nella rivista appaiono il “Manifeste pour une poésie visuelle et sonore” e “Plan-pilote fondant le spatialisme”.
Le sue opere poetiche visuali, in particolare i suoi “poèmes mecaniques” realizzati con la macchina da scrivere, si inquadrano nel “concretismo” internazionale, tanto che Emmett Williams lo include nel volume “An antology of Concrete Poetry” (Something Else Press, New York, Villefranche, Frankfurt, 1967).
Nel 2007 la Fondazione Berardelli di Brescia ha dedicato a Pierre Garnier una grande mostra antologica.
Il 6 e 7 ottobre 2016 si è tenuto a Tours, presso l'Università "François Rabelais", un convegno internazionale dal titolo "Pierre & Ilse Garnier - deux poètes faces au monde".

## Pubblicazioni
- Vive-cœur (4 poèmes), la Tour de feu, 1949
- Souche d'aubes (12 poèmes), la Tour de feu, 1950
- Un arbre sort de l'aube, imprimerie du Courrier Picard, 1952
- Faire-part (14 poèmes), Escales / Pierre Jean Oswald, 1952
- Après nous le soleil (11 poèmes), Les Cahiers de Rochefort, 1952
- Quatre poèmes pour Ilse, Ressac, 1953
- Les Armes de la terre, Librairie Les Lettres, Paris, 1954
- Poésie allemande d'aujourd'hui, Librairie Les Lettres, 1955
- Les Veilleurs (4 poèmes), Les Cahiers de Rochefort, 1955
- Poèmes de Gottfried Benn, collection Parallèle, Librairie Les Lettres, 1956
- KuBa, Poèmes choisis (presentazione e traduzione), collection Autour du monde, Seghers, Paris, 1956
- Frédéric Nietzsche (presentazione e traduzione), collection Poètes d'aujourd'hui, Seghers, Paris, 1957
- La Nuit est prisonnière des étoiles, Librairie Les Lettres, 1958
- Seuls quelques-uns le peuvent, Les Cahiers de Rochefort, 1958
- Gottfried Benn, Un demi-siècle vécu par un poète allemand (presentazione e traduzione), collection Critique et création, André Silvaire, Paris, 1959
- Henri Heine (presentazione e traduzione), collection Poètes d'aujourd'hui, Seghers, Paris, 1959
- Sept poèmes extraits d'Ithaque, Les Cahiers de Rochefort, Nantes, 1959
- Goethe (presentazione e traduzione), collection Écrivains d'hier et d'aujourd'hui, Seghers, 1960
- Les Synthèses, André Silvaire, Paris, 1961
- Equatoriale, Flora Klee-Palyi, 1961
- Positions actuelles (réflexions critiques sur l'histoire, la poésie et l'esprit), André Silvaire, Paris, 1961
- Novalis (presentazione e traduzione), collection Écrivains d'hier et d'aujourd'hui, Seghers, Paris, 1962
- Óndra Łysohorsky , Poèmes choisis (presentazione e traduzione),Seghers, Paris, 1962
- Schopenhauer (presentazione e traduzione), collection Maximes et pensées, André Silvaire, Paris, 1963
- Óndra Łysohorsky, Mais la vie est la plus forte, poème de Óndra Łysohorsky (presentazione e traduzione), collection Grands poètes étrangers, André Silvaire, Paris, 1963
- « Poèmes à dire » et « Poèmes à voir » (con il « Manifeste pour une poésie nouvelle, visuelle et phonique », 30 septembre 1962), Les Lettres, n°29, André Silvaire, Paris, 28 janvier 1963
- Poèmes spatiaux picards, Éklitra, Amiens, 1966
- Ozieux, poèmes spatialistes en dialecte picard, Éklitra, Amiens, 1967
- Minipoèmes (testi concreti per bambini), Situazione n°4, Milan, 1967
- Sekunden, Bläschke Verlag, Darmstadt, 1967
- Six odes concrètes à la Picardie, Mayer, Stuttgart, 1967
- Expansion, Atelier Verlag, Andernach, 1967
- Théorie du spatialisme, Difros, Athènes, 1967
- Picardie, Coupes poétiques (83 poèmes), Éklitra, Amiens, 1967
- Spatialisme et poésie concrète (saggio), Gallimard, Paris, 1968
- Perpetuum mobile, Gallimard, Paris, 1968
- Óndra Łysohorsky , Poésie vivante, Genève, 1970
- Ozieux 2, Nords - Textes, Ottignies, 1976
- Le Jardin japonais, tome I et tome II, André Silvaire, Paris, 1978
- Jardin japonais, Theo Leuthold Presse, Zurich, 1978
- Jardin pour Friedericke Mayröcker, Neue texte 20/21, H. Bäcker, Linz, 1978
- Mer, monochromie pour Calais, Michel Sohier, Calais, 1979
- Le Soleil est un regard : poèmes, Éd. des Prouvaires, Paris, 1979
- Congo, Poème pygmée - Poème spatial, André Silvaire, Paris, 1980
- Tristan et Iseult, poème spatial (prefazione di Ilse Garnier), André Silvaire, Paris, 1981
- Poèmes blancs (poèmes-espaces – espaces-poèmes), collection Zerosscopiz, revue Doc(k)s, 1981
- Livre de Danièle, poème d'amour spatial suivi d'une lettre, collection Spatialisme, André Silvaire, Paris, 1981
- Livre de Danièle (poème d'amour spatial) (tome 2), André Silvaire, Paris, 1983
- Livre d'Amour d'Ilse, André Silvaire, Paris, 1984
- Livre de Peggie, André Silvaire, Paris, 1985
- Poèmes géométriques, André Silvaire, Paris, 1986
- Ornithopoésie, André Silvaire, Paris, 1986
- Poèmes en chiffres, Quaternaire, Liège, 1988
- Picardie, Une chronique, l'Invention de la Picardie, 1989
- Les Oiseaux chantent l'éternité, L'Arbre, La Ferté-Milon, 1989
- Enfance, les Marées de la nuit, Morlanwelz, Belgique, 1989
- Totentanz, Freibord, Vienna, 1990
- 33 Signale für Carlfriedrich Claus, Gebrauchsgraphik, Cologne, 1990
- Ein anderer Totentanz, libro d'artista, Fundamental, Cologne, 1992
- Saint-Vaury-Creuse, Nous constructeurs de voile, La main courante, La Souterraine, 1992
- Poèmes de Saisseval, Studio Veracx, Berck-sur-Mer, 1992
- Poèmes de Saisseval, Atelier Verlag, Andernach, 1993
- Vues de Marseille, poésies spatiales, cipM, Marseille, 1993
- Die andere Zeit, Atelier Verlag, Andernach, 1993
- Poems of Saisseval, Black Hat Press, Goodhue, Minnesota, 1995
- Lyrisches Skizzenbuch, Freibord, Vienne, 1996
- Cartes postales-poèmes, Alain Buyse, Lille, 1996
- L'Imprimerie de Rochefort-sur-Loire, Les Cahiers de Garlaban, Hyères, 1997
- Ein Büchlein für Carlfriedrich, Kunst-Keller, Annaberg-Buchholz, 1998
- Loire vivant poème, Une chronique illustrée (poèmes, poésies spatiales, notes de résidence), Centre poétique de Rochefort-sur-Loire / Le Dé bleu, Chaillé-sous-les-Ormeaux, 1998
- Car nous vivons et mourons si peu (une chronique), coll. Sources, En Forêt / Verlag Im Wald, Rimbach, 1999
- Ilse plage, Clapàs, collection L'Avant-langue, Aguessac, 1999
- Depuis qu'il n'y a plus d'abeilles, la poésie a quitté le village, le corridor bleu, 1999
- Cahier de poésie / Poésie spatiale, Phi, Echternach, Luxembourg, 2000
- Une plage au bord de l'océan, Clapàs, Aguessac, 2000
- A vécu la disparition des bouvreuils , Fidel Anthelme X, 2000
- Une enfance - c'était encore au temps de la cueillette, G & g, Berthecourt, Oise, 2000
- Les Oiseaux, due volumi, collection Week-end, l'Attente, Bordeaux, 2000
- Depuis qu'il n'y a plus de papillons, Alain Lucien Benoît, Rochefort, 2001
- L'Immaculée conception (litanie), coll. Sources, En Forêt / Verlag Im Wald, Rimbach, 2001
- L'Alouette, une litanie picarde, Dumerchez, Verderonne / Reims, 2002
- Livre d'école, Ediciones del Hebreo Errante, Madrid, 2002
- Le K, libro d'artista, Redfoxpress, Cashel, Foxford, Irlanda, 2003
- Le jardin japonais du poète Yu, la Main courante, La Souterraine, 2003
- Les Constellations en 2002, Poésie spatiale, le corridor bleu, 2003
- Poèmes de Saisseval, Hebreo errante, Madrid, 2003
- Le poète Yu, tome I, Ediciones del Hebreo Errante, Madrid, 2003 ; tome II, 2004 ; tome III, 2005 ; i tre tomi riuniti, Aisthesis Verlag, Bielefeld, Allemagne, 2006
- Viola Tricolor, poèmes, coll. Sources, En Forêt / Verlag Im Wald, Rimbach, 2004
- Poèmes de Saisseval, La Vague verte, Inval-Boiron, 2005
- Heureux les oiseaux ils vont vers la lumière, Éd. des Vanneaux, Montreuil-sur-Brêche, Oise, 2005
- Le Testament de Saisseval, G & g, Berthecourt, 2005
- 1916, La Bataille de la Somme, La Vague verte, Inval-Boiron, 2006
- Les Transparences du poète Yu, Ediciones del Hebreo Errante, Madrid, 2006
- Chrétiens, C'est mon dada, Redfoxpress, Achill Island, 2007
- Connaissez-vous la poésie ? Fidel Anthelme X, Marseille, 2008
- Papillons, TraumFabriK éditions, Angers, 2008
- La Vie est un songe, collection de l'Abreuvoir, Éd. des Vanneaux, Montreuil-sur-Brêche, 2008
- Botschaften der Sonne / Messages du Soleil (« Ce pays de petites collines », « Messages du Soleil » e « le Ruisseau »), Verlag Ralf Liebe, Weilerswist, 2008
- Comment se fait le poème ?, Corps puce, Amiens, 2008
- Les Devises, collection de l'Abreuvoir, Éd. des Vanneaux, Montreuil-sur-Brêche, Oise, 2008
- Oeuvres poétiques 1 - 1950-1968, préface de Lucien Wasselin, Éditions des Vanneaux, 2008 (ISBN 978-2-916071-34-3)
- Oeuvres poétiques 2 - 1968-1988, préface de Martial Lengellé, Éditions des Vanneaux, 2009 (ISBN 978-2-916071-43-5)
- Oeuvres poétiques 3 - 1979-2002, préface de Claude Debon, Éditions des Vanneaux, 2012 (ISBN 978-2-916071-71-8)
- Le Poète Yu écrit son livre de chant (Le poète Yu - Tome IV), Aisthesis Verlag, Bielefeld, 2009
- Les Oiseaux chantent l'éternité, Mythosemiotic Society / International Academy of Zaum, Hebreo errante, Madrid, 2009
- Une Chronique de la nature civilisée, Éd. des Vanneaux, Montreuil-sur-Brêche, Oise, 2009
- Il était une fois la forêt (Le poète Yu - Tome V), Aisthesis Verlag, Bielefeld, 2010
- Les Chants du cercle, Une épopée (Le poète Yu - Tome VI), Aisthesis Verlag, Bielefeld, 2011
- Nano poèmes, C'est mon dada, Redfoxpress, Achill Island, 2011
- Christianisme, Ediciones del Hebreo Errante, Madrid, 2012
- Merveilles, L'herbe qui tremble, 2012
- La Forêt, Éd. des Vanneaux, Montreuil-sur-Brêche, Oise, 2012
- Le Sable doux, Ediciones del Hebreo Errante, Madrid, 2013
- Lettre à Dominique, éditions des Voix de Garage, Amiens, 2015
- Le Sable doux (un cahier d'écolier), Poèmes visuels aux longs prolongements (Le Merveilleux début, Notes sur la mer, Le Sable doux, Une œuvre sur la mer et Poèmes de Saisseval), L'herbe qui tremble, 2015

### Con Ilse Garnier
- L'Expressionnisme allemand, collection Connaissez-vous ?, André Silvaire, 1962
- Poèmes mécaniques, André Silvaire, Paris, 1965
- Prototypes, Textes pour une architecture, collection Spatialisme, André Silvaire, 1965
- Othon III, Jeanne d'Arc, Structures historiques, collection Spatialisme, André Silvaire, 1967
- Esquisses palatines, André Silvaire, Paris, 1971
- Kunstmappe, Verlag der Kunst, Dresden, 1984
- Fibel, eine Elegie, Hybriden Verlag, Berlin, 1996